# Partage de l'Angleterre en 1066
Après la conquête normande de l'Angleterre en 1066, Guillaume le Conquérant  partagea les domaines qui se retrouvaient sans seigneurs – soit près de la moitié du royaume d'Angleterre – avec ses vassaux et alliés, comme il en avait fait la promesse.
Il distribua les terres à des tenants-en-chef. Ceux-ci, devant un service militaire au roi, avaient donc tout intérêt à s'attacher les services de chevaliers par concessions de terres. Ils inféodèrent donc leurs possessions à des tenants, et certains tenants devant un service militaire important, inféodaient à leur tour une partie d'entre elles à des sous-tenants. Il se créa ainsi une hiérarchie pyramidale de propriétaires, reproduisant le système féodal du duché de Normandie.
D'autre part, afin d'éviter la formation de trop grands fiefs d'un seul tenant, Guillaume prit le soin de disperser les terres données dans différents comtés afin qu'il soit difficile à un baron de protéger beaucoup de ses terres à la fois. Cette stratégie judicieuse visait à mettre un frein aux éventuels désirs de rébellion.
Le roi prit soin de mettre à la tête des marches galloises (Herefordshire, Cheshire, Shropshire) des chefs de guerre à qui il donna des pouvoirs palatins. Afin de protéger la voie depuis et vers la Normandie, il mit aussi à la tête des rapes du Sussex des hommes de confiance.
Il donna des territoires moins exposés à ses demi-frères. Odon de Bayeux reçut le comté de Kent, et Robert de Mortain le comté des Cornouailles.

## Les principaux bénéficiaires
En 1086, Guillaume le Conquérant demanda un grand recensement foncier de l'Angleterre à des fins d'administration. Il y eut bien sûr quelques évolutions entre 1066 et 1086, mais le Domesday Book en gardant la trace, il est possible de construire cette liste des onze principaux bénéficiaires individuels :
- Odon de Bayeux († 1097), comte de Kent, régent de l'Angleterre en 1067, demi-frère du Conquérant. Emprisonné de 1082 à 1087, exilé en 1088 ;
- Roger de Montgommery († 1094), comte de Shrewsbury ;
- Robert de Mortain († 1090), comte de Mortain et « comte de Cornouailles », demi-frère du Conquérant ;
- Guillaume Fitz Osbern († 1071), comte d'Hereford, sénéchal du Conquérant, régent de l'Angleterre en 1067. Son fils Roger de Breteuil lui succéda, mais fut banni et déshérité après la révolte des comtes en 1075 ;
- Guillaume de Warenne († 1088), futur comte de Surrey, régent de l'Angleterre en 1075 ;
- Alain le Roux († 1093), lord de Richmond, un commandant breton de la Maison de Penthièvre  ;
- Eustache II de Boulogne († 1087), comte de Boulogne ;
- Hugues d'Avranches († 1101), comte de Chester en 1071 ;
- Richard de Bienfaite († 1090), seigneur de Clare, régent de l'Angleterre en 1075 ;
- Geoffroy de Montbray († 1093), évêque de Coutances ;
- Geoffrey de Mandeville († v. 1100), gardien (constable) de la Tour de Londres, shérif de Londres.

D'autres importants bénéficiaires : 
- Raoul de Gaël, un anglo-breton, qui reçut le l'Est-Anglie (comtés de Norfolk, Suffolk, Cambridgeshire). Il fut banni et dépossédé après la révolte des comtes en 1075 ;
- Gerbod le Flamand (en), qui reçut le comté de Chester, mais se fit tuer après son retour en Flandre. Guillaume mit alors en place Hugues d'Avranches ;
- Osmond de Sées († 1099), évêque de Salisbury fut comte de Dorset.

L'Église catholique aussi fut une grande bénéficiaire de la conquête. Elle obtint de généreuses dotations un peu partout dans le pays. Le comté de Durham eut notamment des prince-évêques chargés de l'administrer.

## Sources
- Guillaume de Poitiers, Histoire de Guillaume le Conquérant, Éd. Guizot, 1826. Notamment p. 425.
- Sophie Cassagnes-Brouquet, Histoire de l'Angleterre médiévale, Coll. Synthèse et Histoire, Éd. Ophrys, 2000  (ISBN 2708009427)